# 清水準一
清水準一是日本作曲家、編曲家。出生於埼玉縣。原來屬於Key（Visual Art's），目前是自由契約人。代表作為《Kud Wafter》。

## 作品
- 《Kud Wafter》音樂
  - One's future（《Kud Wafter》片頭曲，鈴田美夜子歌唱）
  - Albina -Assorted Kudwaf Songs-（《Kud Wafter》編曲集）
- 助太刀御免!真説四谷怪談!!人情編
- 《bloom of youth》

## 外部連結
- CocoronoBeatStudio（清水準一音樂工作室） （日語）
- 清水準一のすぱいしーらいふ!（しみっちょのスパイシーらいふ!）（Junichi Shimizu Official Blog） （日語）
- 清水準一@か10ab（又はしみリャフカ）的X（前Twitter） （日語）